# Daridorexant
Il daridorexant, venduto con il nome commerciale Quviviq, è un farmaco antagonista dell'orexina utilizzato per il trattamento dell'insonnia. Il daridorexant si assume per bocca.
Gli effetti collaterali del daridorexant includono cefalea, sonnolenza e affaticamento.  Il farmaco è un antagonista duale del recettore dell'orexina (DORA). Agisce come un antagonista duale selettivo dei recettori dell'orexina OX1 e OX2. Comparato ad altri antagonisti OX in commercio, il daridorexant ha un'emivita di eliminazione relativamente breve, pari a 8 ore, e un tempo di raggiungimento della concentrazione di picco di circa 1-2 ore. Non è una benzodiazepina o un farmaco Z e non interagisce con i recettori GABA, avendo invece un meccanismo d'azione distinto.
Il daridorexant è stato approvato per uso medico negli Stati Uniti nel gennaio 2022 ed è diventato disponibile a partire da maggio dello stesso anno. Nell'Unione europea è stato approvato nell'aprile 2022 ed è il primo antagonista del recettore dell'orexina ad essere disponibile nel continente. Negli Stati Uniti il farmaco è una sostanza controllata censita nell'elenco IV e può presentare un limitato rischio di abuso. Oltre al daridorexant, sono stati introdotti anche altri antagonisti dei recettori dell'orexina, come il suvorexant e lemborexant.

## Usi medici
Il daridorexant è indicato per il trattamento di adulti con insonnia caratterizzata da difficoltà nell'insorgenza e/o nel mantenimento del sonno.[1] Alcuni studi clinici hanno dimostrato che il farmaco è risultato in grado di migliorare significativamente il tempo totale di sonno soggettivo (TST). A dosi comprese tra 25 e 50 mg e in termini di differenza tra trattamento e placebo, il farmaco aumenta il TST soggettivo di 10-22 minuti. Il daridorexant è risultato anche in grado di migliorare le attività diurne alla dose di 50, mg ma non a quella di 25 mg.
Le meta-analisi a rete hanno valutato gli effetti nel favorire il sonno degli antagonisti del recettore dell'orexina e di altri classi di farmaci, tra cui benzodiazepine, farmaci Z, antistaminici, antidepressivi sedativi (ad es. trazodone, doxepina, amitriptilina, mirtazapina) e agonisti del recettore della melatonina. Un'importante revisione sistematica e meta-analisi a rete dei farmaci per l'insonnia pubblicata nel 2022 ha riscontrato che il daridorexant aveva una dimensione dell'effetto (differenza media standardizzata - SMD) rispetto al placebo per il trattamento dell'insonnia a 4 settimane di 0,23 (intervallo di confidenza del 95% di -0,01-0,48). Questo valore è simile, ma numericamente inferiore, alle dimensioni dell'effetto a 4 settimane per il suvorexant (SMD 0,31, 95% CI 0,01-0,62) e il lemborexant (SMD 0,36, 95% CI 0,08-0,63). Le benzodiazepine e i farmaci Z hanno generalmente mostrato dimensioni dell'effetto maggiori rispetto agli antagonisti dei recettori dell'orexina (ad es, SMD da 0,45 a 0,83). Sulla base delle piccole dimensioni dell'effetto del daridorexant, la revisione ha concluso che esso non ha mostrato un beneficio materiale complessivo nel trattamento dell'insonnia. Al contrario, ha concluso che il lemborexant, così come il farmaco Z eszopiclone, presentava i migliori profili complessivi in termini di efficacia, tollerabilità e accettabilità tra tutti i farmaci per l'insonnia valutati.
Gli antagonisti dei recettori dell'orexina non sono utilizzati come trattamenti di prima linea per l'insonnia a causa dei loro costi e per l'attribuzione delle responsabilità da abuso.
La farmacocinetica indica che le differenze tra i soggetti non richiedono aggiustamenti della dose e che il massa magra e la massa grassa influenzano la farmacocinetica del daridorexant meglio di altri descrittori delle dimensioni corporee.
Il trattamento con daridorexant è generalmente sicuro e ben tollerato fino a un anno, con miglioramenti del sonno e delle attività diurne che persistono per tutta la durata del trattamento.
Il Dipartimento della Difesa ha testato l'efficacia del daridorexant in pazienti con disturbo da stress post-traumatico (PTSD), poiché il legame tra insonnia e PTSD è ormai consolidato.

### Forme disponibili
Negli Stati Uniti e in Canada, il daridorexant è disponibile sotto forma di compresse orali da 25 e 50 mg.[1] Viene fornito come sale daridorexant cloridrato, con ogni compressa contenente 27 o 54 mg di questa sostanza (equivalente a 25 o 50 mg di daridorexant).[1]

## Controindicazioni
Il daridorexant è controindicato nei soggetti affetti da narcolessia. Non è raccomandato nei soggetti con epatopatia grave, mentre è raccomandata una dose massima inferiore nei soggetti con danno epatico moderato. L'uso concomitante del daridorexant con forti inibitori del CYP3A4 e induttori del CYP3A4 da moderati a forti non è raccomandato e deve essere evitato a causa dell'interferenza con l'assorbimento e la biodisponibilità del principio attivo.

## Effetti collaterali
Gli effetti collaterali del daridorexant includono cefalea (6% a 25 mg vs. 7% a 50 mg vs. 5% per il placebo), sonnolenza o affaticamento (include sonnolenza, sedazione, affaticamento, ipersonnia e letargia; 6% a 25 mg vs. 5% a 50 mg vs. 4% per il placebo); vertigini (2% a 25 mg vs. 3% a 50 mg vs. 2% per il placebo) e nausea (0% a 25 mg vs. 3% a 50 mg vs. 2% per il placebo). Non sono stati riscontrati effetti residui dopo la somministrazione di 25 mg di daridorexant alla sera in soggetti giovani o anziani.[5] Tuttavia, il daridorexant può causare una riduzione della capacità di guida all'inizio del trattamento o in alcuni soggetti. Sulla base di studi condotti sugli animali, gli antagonisti dei recettori dell'orexina come il daridorexant possono avere una propensione minore o nulla a causare tolleranza rispetto ad altri sedativi e ipnotici. Il daridorexant non ha dato segni di astinenza o dipendenza alla sospensione negli studi sugli animali e negli studi clinici, e gli antagonisti dei recettori dell'orexina in generale non sono associati a insonnia di rimbalzo. La perdita di efficacia nel favorire il sonno si verifica rapidamente con l'interruzione del daridorexant. Alcune ricerche precliniche hanno suggerito che gli antagonisti dell'orexina possano ridurre l'appetito, sebbene gli studi clinici non abbiano evidenziato alcuna associazione del daridorexant e degli altri antagonisti dell'orexina con la perdita di peso. Il daridorexant può dare luogo a un modesto rischio di ideazione suicidaria.
Gli antagonisti dei recettori dell'orexina possono influenzare il sistema di ricompensa e la misura del piacere in caso di abuso di droghe. Il daridorexant alla dose di 50 mg (la dose massima raccomandata) ha mostrato un indice di gradimento della droga significativamente maggiore rispetto al placebo, ma significativamente minore rispetto allo zolpidem (30 mg) e al suvorexant (150 mg) fra coloro che fanno uso di farmaci sedativi a scopo non terapeutico. A dosi più elevate di 100 e 150 mg (superiori alla dose massima raccomandata), l'indice di gradimento per il daridorexant era simile a quello per lo zolpidem (30 mg) e il suvorexant (150 mg). In altri studi, il suvorexant ha mostrato un livello di gradimento simile rispetto allo zolpidem, ma un rischio di abuso inferiore in base ad altre misure (come un tasso complessivo di eventi avversi legati da abuso pari al 58% per lo zolpidem e al 31% per il suvorexant in consumatori di droghe a scopo non terapeutico). Negli studi clinici con il daridorexant non sono state osservate segnalazioni indicative di responsabilità da abuso, sebbene questi studi abbiano escluso dalla partecipazione gli individui con una pregressa storia di abuso di droghe o alcol.

## Sovradosaggio
L'esperienza clinica in caso di sovradosaggio di daridorexant è limitata.[1] Il sovradosaggio del farmaco a una dose fino a quattro volte superiore a quella massima raccomandata può provocare effetti avversi, tra cui sonnolenza, debolezza muscolare, sintomi simili alla cataplessia, paralisi del sonno, disturbi dell'attenzione, affaticamento, cefalea e costipazione. Non esiste un antidoto specifico per il sovradosaggio di daridorexant.

## Interazioni
Gli inibitori e gli induttori del CYP3A4 possono rispettivamente aumentare e diminuire l'esposizione del daridorexant Si calcola che il debole inibitore del CYP3A4 ranitidina (150 mg) aumenti l'esposizione complessiva al daridorexant di 1,5 volte; il moderato inibitore del CYP3A4 diltiazem (240 mg) aumenti l'esposizione al daridorexant di 2,4 volte; e, sulla base della modellazione farmacocinetica su base fisiologica, che l'inibitore forte del CYP3A4 itraconazolo aumenti l'esposizione al daridorexant di oltre 4 volte. Al contrario, l'induttore moderato del CYP3A4 efavirenz (600 mg) ha ridotto l'esposizione complessiva al daridorexant del 35-60%; analogamente, l'induttore forte del CYP3A4 rifampicina ha ridotto l'esposizione al daridorexant di oltre il 50%. 
L'uso concomitante del daridorexant con forti inibitori del CYP3A4 o con induttori moderati o forti del CYP3A4 deve essere evitato, mentre si raccomanda di ridurre la dose massima del daridorexant con inibitori moderati del CYP3A4.
Esempi di importanti modulatori del CYP3A4 che si prevede interagiscano con il daridorexant includono i forti inibitori del CYP3A4 boceprevir, claritromicina, conivaptan, indinavir, itraconazolo, ketoconazolo, lopinavir, nefazodone, nelfinavir, posaconazolo, ritonavir, saquinavir, telaprevir, e telitromicina (uso concomitante non raccomandato); gli inibitori moderati del CYP3A4 amprenavir, aprepitant, atazanavir, ciprofloxacina, diltiazem, dronedarone, eritromicina, fluconazolo, fluvoxamina, fosamprenavir, succo di pompelmo, imatinib e verapamil (si raccomandano dosi inferiori di daridorexant); e i forti induttori del CYP3A4 apalutamide, carbamazepina, efavirenz, enzalutamide, fenitoina, rifampicina e erba di San Giovanni (si prevede una riduzione delle dosi di daridorexant).
I modificatori del pH gastrico, come la famotidina, possono diminuire i livelli di picco del daridorexant senza influenzare l'esposizione totale. L'alcol e gli inibitori selettivi della ricaptazione della serotonina (SSRI) come il citalopram non hanno mostrato interazioni farmacocinetiche significative con il daridorexant. La co-somministrazione di daridorexant con altri sedativi come benzodiazepine, oppioidi, antidepressivi triciclici e alcol può aumentare il rischio di depressione del sistema nervoso centrale e di compromissione dello stato di veglia nelle ore diurne.
Non è stato riscontrato che il daridorexant influenzi in modo significativo la farmacocinetica di altri farmaci, tra cui il midazolam (substrato del CYP3A4), la rosuvastatina (substrato del BCRP) e l'SSRI citalopram (principalmente substrato del CYP2C19).
Sebbene non sia provata direttamente la loro interazione col daridoxerant, alcuni stimolanti (tè, caffè, nicotina, alcol, ecc.), così come l'esercizio fisico serale e una cena abbondante, sono causa di insonnia e quindi riducono l'efficacia del farmaco che è indicato appunto contro quest'ultima malattia.

## Farmacologia

### Farmacodinamica
Il daridorexant agisce come antagonista selettivo duale dei recettori dell'orexina (ipocretina) OX1 e OX2. L'affinità (Ki) del daridorexant per i recettori dell'orexina è di 0,47 nM per il recettore OX1 e di 0,93 nM per il recettore OX2. I suoi valori di Kb per i recettori umani dell'orexina sono stati riportati a 0,5 nM per il recettore OX1 e a 0,8 nM per il recettore OX2. Quindi, il daridorexant è approssimativamente equipotente nel suo antagonismo dei recettori dell'orexina. Il daridorexant è selettivo per i recettori dell'orexina più di quanto lo sia con molti altri target biologici. A differenza di alcuni altri sedativi e ipnotici, il daridorexant non è una benzodiazepina o un farmaco Z e non interagisce con i recettori GABA.[8]

#### Meccanismo di azione
I neuropeptidi endogeni orexina A e orexina B sono coinvolti nella regolazione dei cicli sonno-veglia e agiscono per stimolare quest'ultima. Si ritiene che il deficit di segnalazione delle orexine sia la causa principale del disturbo della narcolessia. Disturbi nella segnalazione delle orexine possono anche essere coinvolti nell'insonnia. Alcune ricerche suggeriscono che la segnalazione delle orexine può cambiare con gli anni e questo è stato associato nei disturbi del sonno legati all'età. Bloccando le azioni delle orexine e modulando i cicli sonno-veglia, gli antagonisti dei recettori delle orexine come il daridorexant riducono la veglia e migliorano il sonno. Si ritiene che gli effetti di promozione del sonno da parte degli antagonisti duali dei recettori delle orexine siano mediati specificamente dal blocco del recettore OX2 nell'ipotalamo laterale. Sebbene il rischio di sviluppare sintomi propri della narcolessia fosse una preoccupazione teorica durante la ricerca degli antagonisti dei recettori dell'orexina, tale rischio non è stato osservato negli studi clinici di questi agenti.

### Farmacocinetica

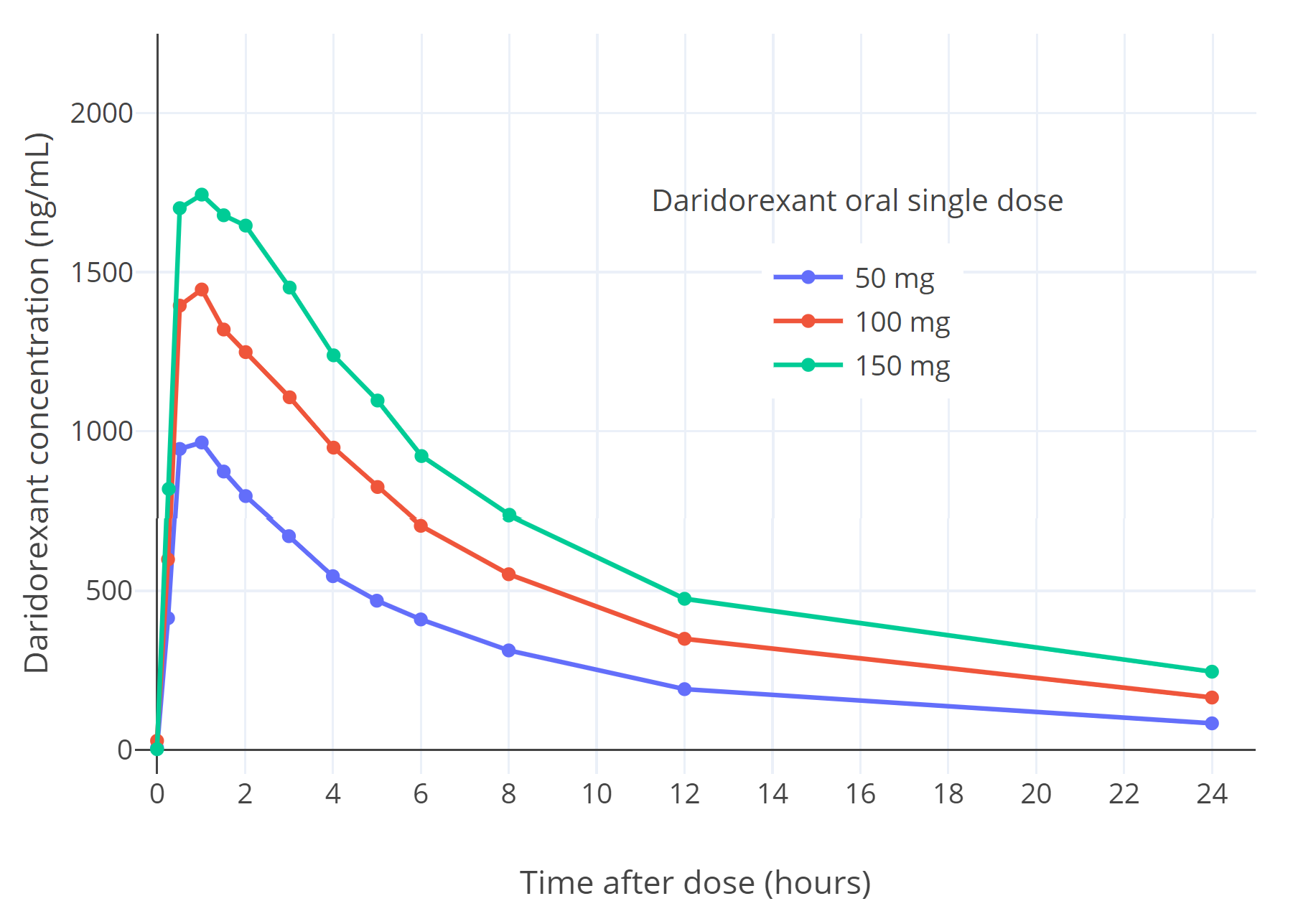
Livelli di daridorexant dopo una singola dose orale di 50-150 mg di daridorexant in consumatori sani di farmaci sedativi a scopo non terapeutico.

#### Assorbimento
La biodisponibilità assoluta del daridorexant è del 62%. La scarsa solubilità acquosa del daridorexant ne limita la biodisponibilità. Raggiunge le concentrazioni di picco entro 1 o 2 ore dalla somministrazione. I pasti abbondanti prolungano il tempo di raggiungimento del picco da 1,3 a 2 ore e diminuiscono le concentrazioni di picco dal 16 al 24%, ma influenzano le concentrazioni dell'area sotto la curva.

#### Distribuzione
Il volume di distribuzione del daridorexant è di 31 L. Il suo legame con le proteine plasmatiche è del 99,7%. Il rapporto plasma-sangue del daridorexant è di 0,64. Il daridorexant è una molecola lipofila e attraversa efficacemente la barriera emato-encefalica negli animali.

#### Metabolizzazione
Il daridorexant è metabolizzato principalmente dal CYP3A4 (in una quota che arriva all'89%). Altri enzimi del citocromo P450 contribuiscono singolarmente a una quota inferiore al 3% della clearance del daridorexant. Sono noti 77 metaboliti del farmaco. I suoi principali metaboliti sono meno attivi del daridorexant come antagonisti del recettore dell'orexina.
Uno studio condotto utilizzando microsomi di fegato umano ha riportato che il daridorexant è stato sottoposto a tre reazioni: idrossilazione del gruppo metilico della parte benzimidazolica, ossidazione O-demetilazione dell'anisolo al fenolo corrispondente e idrossilazione a un derivato 4-idrossi piperidinolo. I ricercatori hanno dimostrato che le strutture chimiche dell'alcol benzilico e del fenolo sono prodotti di reazioni standard del CYP450; mentre quest'ultimo prodotto di idrossilazione era incompatibile con l'idrossilazione dell'anello pirrolidinico inizialmente ipotizzata, quindi hanno suggerito che la monoossigenasi umana CYP3A4 catalizzi il riarrangiamento intramolecolare del daridorexant.
Più nello specifico, hanno proposto il seguente meccanismo: l'idrossilazione in posizione 5 dell'anello pirrolidinico dà inizialmente un emiamminale ciclico che successivamente si idrolizza a un'ammino aldeide ad anello aperto. In seguito, la ciclizzazione di quest'ultima su uno degli atomi di azoto della parte benzimidazolica produrrà il metabolita finale 4-idrossi piperidinolo.

#### Eliminazione
Il daridorexant viene eliminato principalmente con le feci (57%) e poi con le urine (28%). Viene escreto principalmente sotto forma di metabolit, in cui sono identificabili solo tracce del composto progenitore.
Il farmaco ha un'emivita di eliminazione di circa 8 ore o di 6-10 ore. L'emivita del daridorexant può essere più lunga negli anziani rispetto ai giovani adulti (9-10 ore negli anziani contro 6 ore nei giovani adulti). La sua emivita è più breve di quella di altri antagonisti del recettore dell'orexina, come il suvorexant (12 ore) e il lemborexant (~18-55 ore).
L'emivita relativamente breve del daridorexant può consentire una riduzione della sedazione diurna. La durata d'azione del daridorexant in termini di effetti sedativi è di circa 8 ore con una dose di 50 mg.

## Chimica
Il daridorexant è un composto a basso peso molecolare. Il nome chimico del daridorexant è (S)-(2-(5-cloro-4-metil-1H-benzo[d]imidazol-2-yl)-2-metilpirrolidin-1-yl)(5-metossi-2-(2H-1,2,3-triazol-2-yl)fenil)metanone.  La sua formula chimica è C23H23N6O2Cl e il suo peso molecolare è 450,93g/mol (o 487,38 g/mol per il cloridrato). Il daridorexant cloridrato si presenta come una polvere di colore da bianco a giallastro chiaro. Il daridorexant è un composto lipofilo e il cloridrato di daridorexant è molto poco solubile in acqua.

## Storia
Il daridorexant è stato ideato da Actelion Pharmaceuticals e sviluppato dalla'Idorsia.
È stato brevettato nel 2013  ed è stato descritto per la prima volta nella letteratura scientifica nel 2017.
Per 25 anni è stato oggetto dell'attività di sviluppo da parte dei coniugi Jean-Paul e Martine Clozel. Il daridorexant è stato approvato per uso medico negli Stati Uniti nel gennaio 2022  ed è diventato disponibile nel maggio 2022. 
Il 24 febbraio 2022, il Comitato per i medicinali per uso umano (CHMP) dell'Agenzia europea per i medicinali (EMA) ha adottato un parere positivo, raccomandando la concessione dell'autorizzazione all'immissione in commercio per il medicinale Quviviq, destinato al trattamento dell'insonnia.
Il 29 aprile 2022, il daridorexant è stato autorizzato per l'uso nell'Unione europea. È stato il primo antagonista del recettore dell'orexina ad essere disponibile nel continente. I precedenti antagonisti del recettore dell'orexina, suvorexant e lemborexant, non sono disponibili nell'Unione Europea. La revisione regolatoria è in corso anche in Canada e in Svizzera ed è prevista per il Regno Unito.

## Cultura e società

### Status giuridico
Negli Stati Uniti il daridorexant è una sostanza controllata di cui all'elenco IV del Controlled Substances Act.
Il Quviviq è stato approvato per uso medico nell'Unione Europea nell'aprile 2022.
Inoltre, è stato approvato da Health Canada nell'aprile 2023.
Da marzo 2025, in Italia, può essere prescritto anche dal medico di famiglia.